# 韋利科馬里亞尼夫卡
46°1′52″N 30°3′40″E / 46.03111°N 30.06111°E
大馬爾亞尼夫卡（烏克蘭語：Великомар'янівка）是位於烏克蘭西南部的村莊，由敖德萨州裡比爾霍羅德-德涅斯特羅夫斯基區的馬拉茲利伊夫卡市鎮負責管轄。該村始建於1824年，面積1.81平方公里，2001年人口774。